# Liebfrauenkirche (Hildesheim)

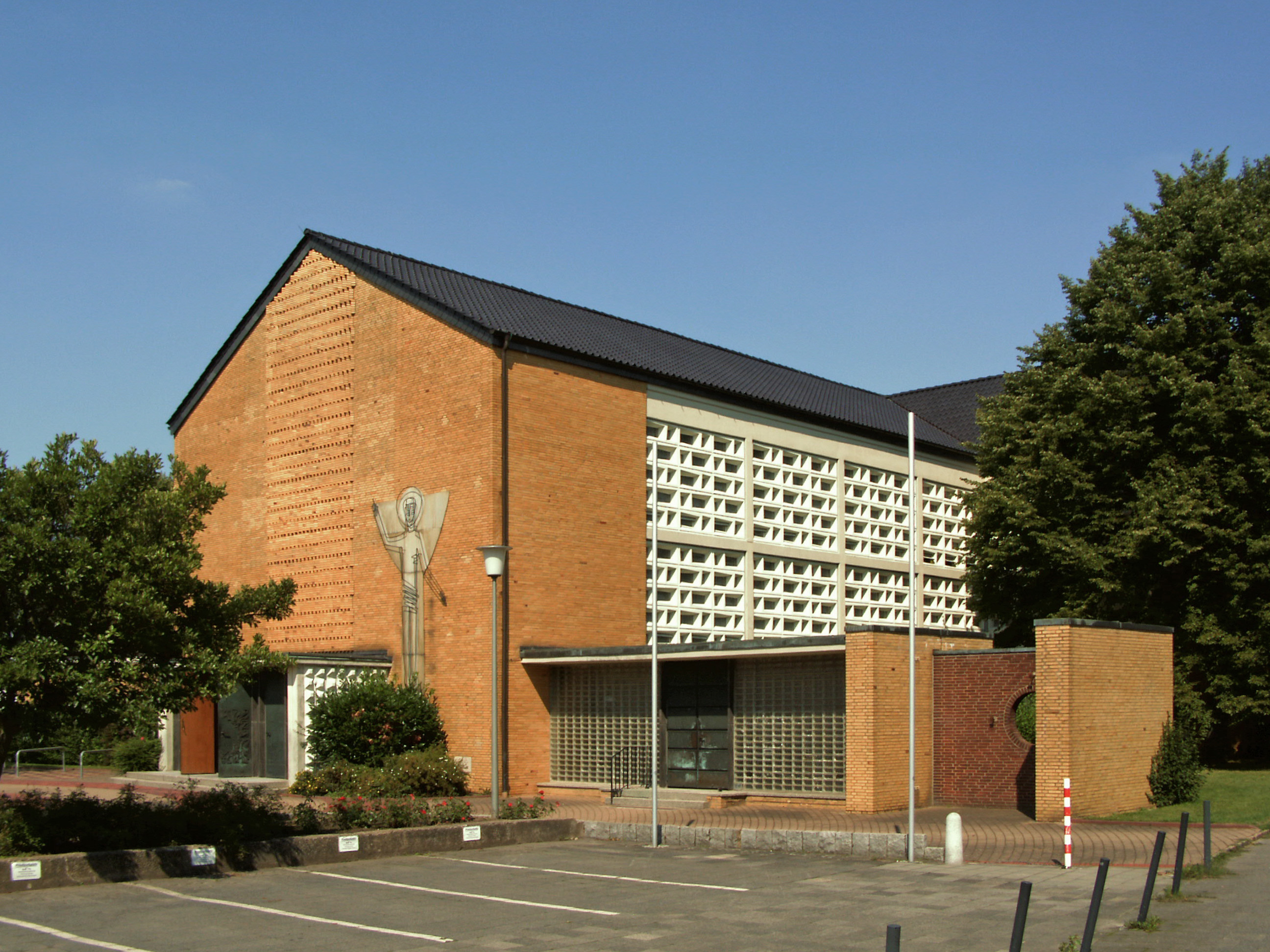
Liebfrauenkirche

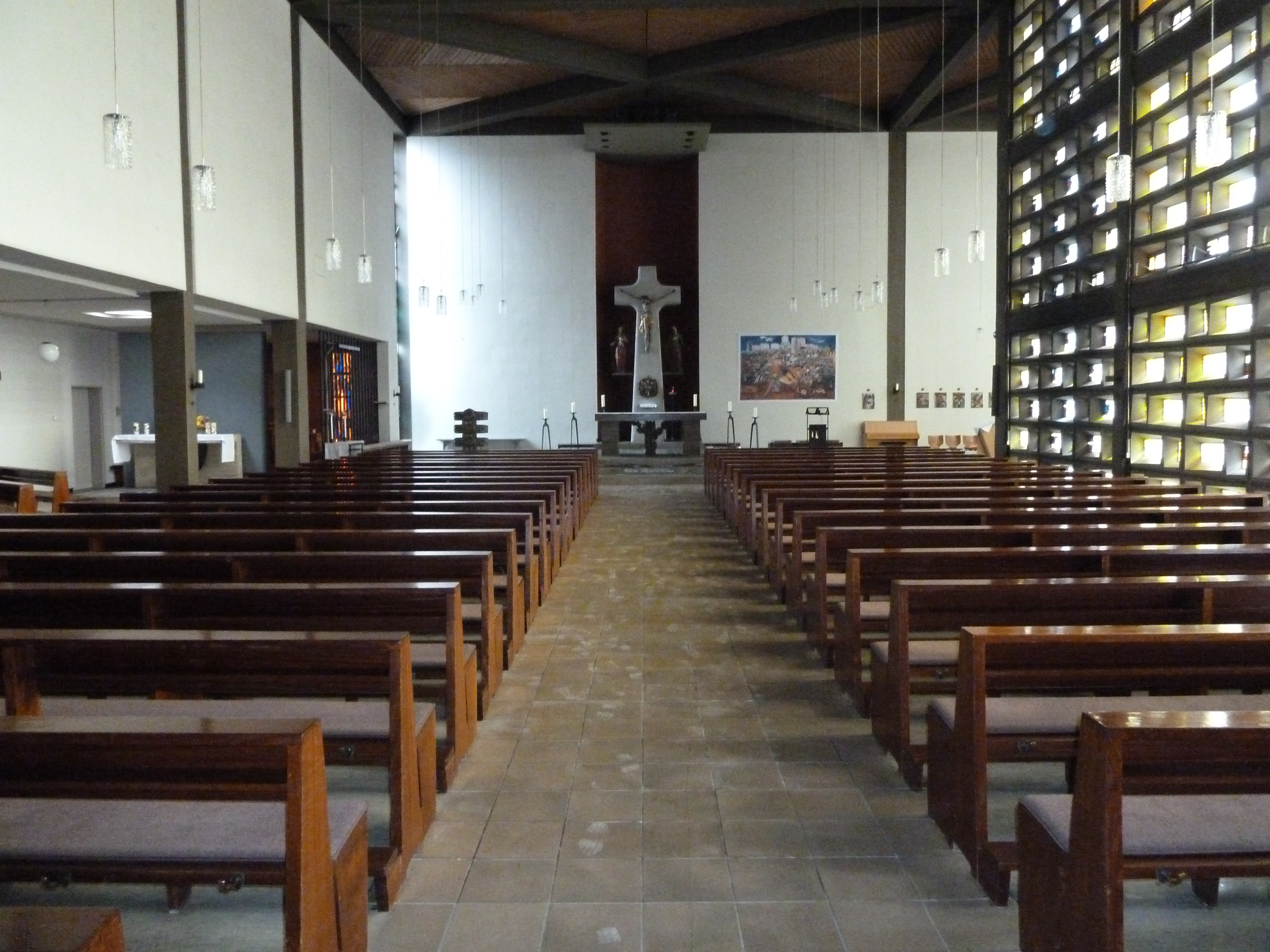
Inneres

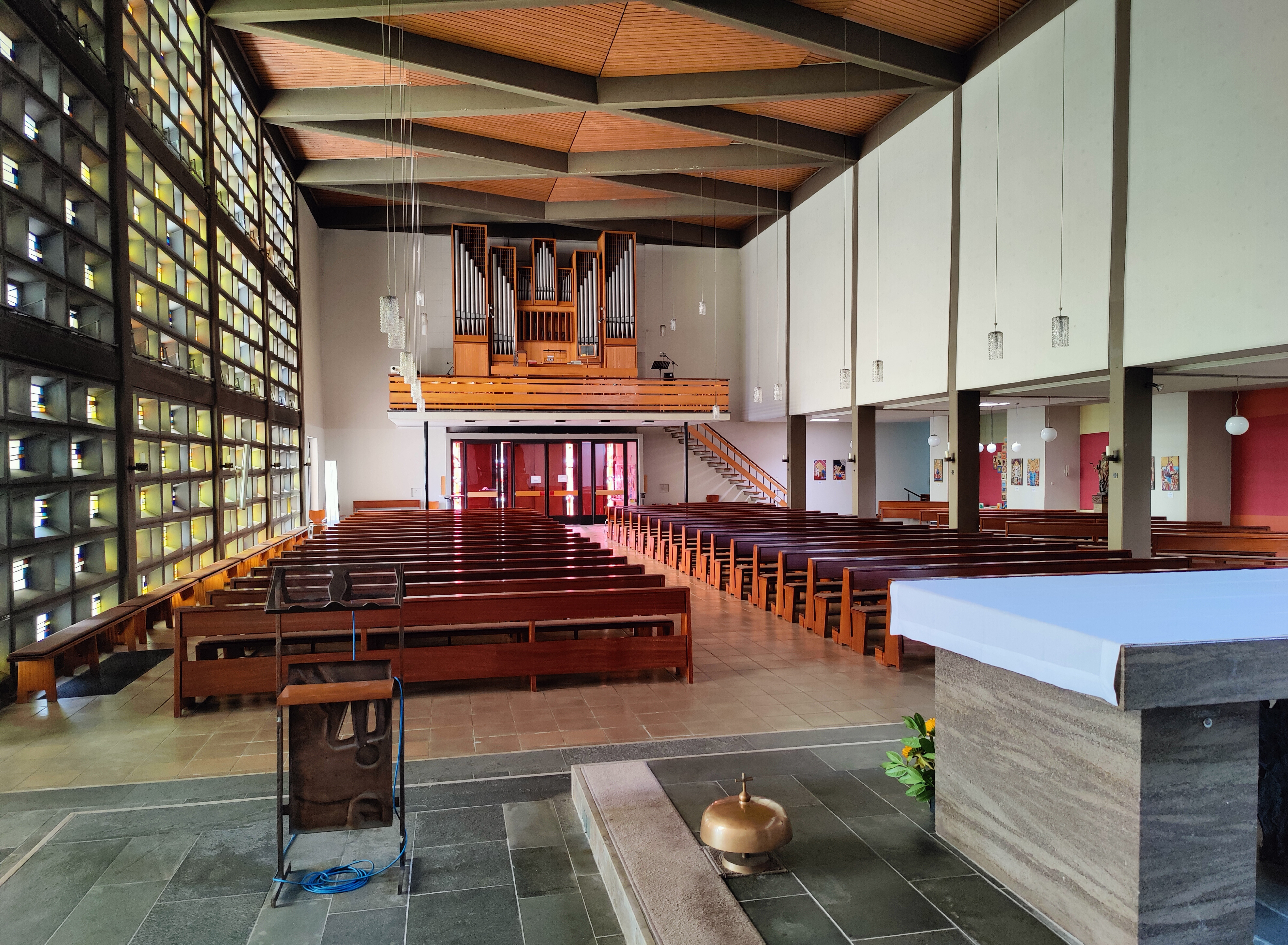
Blick zur Orgel (2022)

Die Liebfrauenkirche ist eine katholische Pfarrkirche in der niedersächsischen Bischofsstadt Hildesheim. Die Kirche ist nach dem Marientitel Unsere Liebe Frau benannt und befindet sich im Stadtteil Marienburger Höhe (Liebfrauenkirchplatz 1). Ihre Pfarrgemeinde gehört zum Dekanat Hildesheim des Bistums Hildesheim.

## Geschichte
Da sich in der Nachkriegszeit die Stadt Hildesheim immer weiter nach Süden ausdehnte, wurde die Liebfrauenkirche erbaut und die Kirchengemeinde Liebfrauen gegründet. Zuvor gehörte das Einzugsgebiet der Liebfrauenkirche zur Pfarrei St. Joseph.
Erste Planungen für einen Kirchenneubau gab es bereits im Jahre 1950. 1954 wurde ein Kirchbauverein gegründet, und 1960 das Kirchbaugrundstück erworben. 1962 erfolgte der erst Spatenstich, und 1963 folgte die Grundsteinlegung durch Bischof Heinrich Maria Janssen. Am 22. August 1964 erfolgte, ebenfalls durch Bischof Heinrich Maria Janssen, die Konsekration der neuerbauten Kirche. Am 1. April 1965 wurde die Kirchengemeinde (Kuratiegemeinde) Liebfrauen eingerichtet, zu der damals etwa 2600 Katholiken gehörten. 1965 bekam die Kirche mit Pater Adalbert Fritz († 1972) auch ihren ersten Pfarrer. 1984 wurde der Altarraum umgestaltet; Tabernakel, Ambo und Kerzenleuchter entwarf Paul König. Am 1. Juni 1985 erfolgte die Erhebung der Kirchengemeinde zur Pfarrei.
In der zweiten Hälfte der 1990er Jahre wurde die aus den Kirchengemeinden Liebfrauen, ihrer ehemaligen Muttergemeinde St. Joseph sowie St. Georg in Itzum bestehende Seelsorgeeinheit gegründet, aus der am 1. November 2006 die heutige Pfarrei Liebfrauen entstand. Die Anzahl der Gemeindemitglieder stieg dadurch von etwa 2600 auf über 5400 an.

## Architektur und Ausstattung
Die Kirche wurde nach Plänen von Josef Fehlig erbaut und befindet sich in rund 111 Meter Höhe über dem Meeresspiegel. Ein zunächst geplanter Kirchturm wurde nicht realisiert. An der Rückwand des Altarraums befindet sich eine Kreuzigungsgruppe, in das Kreuz ist seit 1984 der Tabernakel integriert. Die Orgel wurde 1972 vom Unternehmen Gebrüder Hillebrand Orgelbau aus Altwarmbüchen errichtet. Sie umfasst 20 klingende Register, verteilt auf zwei Manuale und Pedal. 2008–2015 wurden zusätzliche Teilwerke mit elektronischer Klangerzeugung auf Samplebasis hinzugefügt.

## Weitere katholische Einrichtungen im Einzugsgebiet der Kirche
- Kindergarten Liebfrauen. Der neben der Kirche gelegene Kindergarten ging 1974 in Betrieb und verfügt heute über 72 Plätze.[3]
- KHG-Wohnheim. Das vom Bistum Hildesheim getragene Studentenheim verfügt über 96 Wohnplätze und befindet sich in der Nähe der Universität Hildesheim, in der Braunsberger Straße 52. Direkt neben dem Wohnheim befinden sich die Räume der Katholischen Hochschulgemeinde (KHG).[4]